# ۲۵۱ (میلادی)
۲۵۱ (میلادی) دویست و پنجاه و یکمین سال تقویم میلادی است.

## رویدادها
- سپاهیان روم در نبرد آبریتوس از گوت‌ها شکست می‌خورند و دسیوس و پسرش هرنیوس اتروسکوس در میدان نبرد کشته می‌شوند.
- تربونیانوس گالوس به‌طور مشترک با هوستیلیان، پسر کوچک دسیوس امپراتور روم می‌شود. اما اندکی بعد هوستیلیان به بیماری طاعون مبتلا شده و می‌میرد.
- ولوسیانوس، امپراتوری مشترک خود را با پدرش تربونیانوس گالوس آغاز می‌کند.
- آغاز شیوع بیماری طاعون در امپراتوری روم که ۱۵ سال به درازا می‌کشد.
- گالوس عهدنامهٔ صلحی را با گوت‌ها امضا می‌کند.

## درگذشتگان
- دسیوس، امپراتور روم
- هرنیوس اتروسکوس، امپراتور روم
- هوستیلیان، امپراتور روم

‎